# Пелий
Пелий (др.-греч. Πελίας) — персонаж древнегреческой мифологии из фессалийского цикла, сын Посейдона и Тиро, брат-близнец Нелея, царь Иолка. Он отправил своего племянника Язона в Колхиду за золотым руном, а позже был убит собственными детьми (Пелиадами) из-за козней Медеи. Одной из дочерей Пелия была Алкестида.

## Происхождение
Мать Пелия Тиро была дочерью Салмонея из рода Эолидов, царя основанного им самим города Салмония в Элиде. По отцу она происходила от Эллина и Прометея (в третьем и пятом коленах соответственно), по матери — от царей Аркадии. После гибели Салмонея Тиро воспитывалась у своего дяди Крефея, царя города Иолк в Фессалии; она влюбилась в речного бога Энипея, и облик последнего принял Посейдон, чтобы овладеть ею. От Посейдона Тиро родила двух близнецов, Пелия и Нелея.
Позже Тиро стала женой Крефея и родила ещё трёх сыновей — Эсона, Ферета и Амифаона.

## Биография
Античные авторы по-разному рассказывают о первых годах жизни Пелия и Нелея. Согласно Ферекиду и Псевдо-Аполлодору, Тиро скрыла сам факт рождения близнецов: она бросила детей в поле, там их нашёл пастух и усыновил. На лице у одного из мальчиков было тёмное пятно от задевшего его лошадиного копыта, и потому приёмный отец дал этому ребёнку имя Пелий («Чёрный»). Но Гомер пишет, что Посейдон приказал Тиро растить сыновей с любовью, никому не говоря, кто их настоящий отец. Поэтому Пелий был рождён во дворце и воспитан как старший сын и наследник царя Иолка. Наконец, согласно Диодору Сицилийскому, Тиро родила близнецов открыто и рассказала, что это дети Посейдона; происходило это ещё при жизни Салмонея и в его царстве, и Салмоней не поверил дочери. Именно его скверное обращение с Тиро после этих событий стало причиной его гибели. Имя Пелия может быть связано с Посейдоном, которого греки представляли черноволосым.
Со временем Пелий стал царём Иолка. По одной из версий, излагаемых Диодором, он был изгнан из Элиды Мимантом, завоевал острова Скиаф и Пепареф, а потом переселился в Фессалию по приглашению кентавра Хирона. По другой версии, Пелий и Нелей, выросшие в семье пастуха, уже взрослыми узнали, кто их мать, и убили оскорблявшую её мачеху Сидеро, вцепившуюся руками в алтарь Геры (таким образом они жестоко оскорбили богиню), а потом силой отстранили от власти старшего сына Крефея Эсона. Источники в связи с этим пишут о «бунте». Ещё один источник утверждает, что Эсон добровольно передал власть Пелию до совершеннолетия своего сына Ясона. Наконец, Пелий мог стать царём естественным образом — как мнимый первенец Крефея.
В дальнейшем близнецы разделились (по данным Псевдо-Аполлодора, из-за начавшейся вражды): Нелей уехал в Мессению, где основал Пилос, а Пелий остался в Иолке. Из его единоутробных братьев Амифаон тоже уехал в Пилос, Ферет основал город Феры в Фессалии, а Эсон жил в Иолке (по одной из версий как пленник). Сын последнего Ясон вырос на горе Пелион, под опекой Хирона, и уже взрослым вернулся в родной город; его поддерживала Гера, которая хотела отомстить царю Иолка за старые обиды. У Пелия были веские причины, чтобы считать племянника источником опасности. К тому же он получил предсказание, что его погубит человек, обутый в одну сандалию, а Ясон в пути как раз потерял обувь с левой ноги, переходя реку Анавр. Поэтому Пелий ответил на требование вернуть царскую власть Эсону притворным согласием, но сказал, что прежде Ясон должен привезти из Колхиды золотое руно (расчёт был на то, что из опасного плавания Ясон не вернётся). Тот отправился в плавание на корабле «Арго».

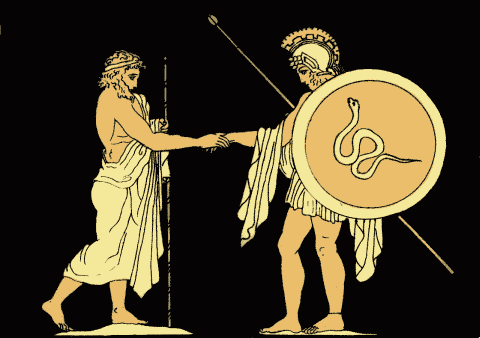
Пелий и Ясон

Согласно одной из версий мифа, позже Пелий получил ложное известие о том, что все аргонавты погибли, и решил уничтожить всю семью Ясона. Эсона он заставил покончить с собой, выпив бычьей крови; ещё один сын Эсона Промах был убит, а его мать Амфинома бросилась на меч у царского очага или повесилась. Когда аргонавты вернулись в Фессалию, спутница Ясона Медея взялась отомстить Пелию. Выдавая себя за жрицу, она рассказала дочерям царя, будто знает, как вернуть ему молодость: по её словам, для этого нужно было разрубить тело Пелия на куски и сварить в котле. Чтобы убедить царевен, Медея проделала это с бараном, который превратился в ягнёнка. Тогда Пелиады убили отца, разрубили и сварили, но он, вопреки их ожиданиям, не ожил.
Дочери Пелия хотели после этого покончить с собой, но их отговорил Ясон. Коварство Медеи так возмутило жителей Иолка, что и она, и Ясон были изгнаны, а престол перешёл к сыну Пелия.

## Семья

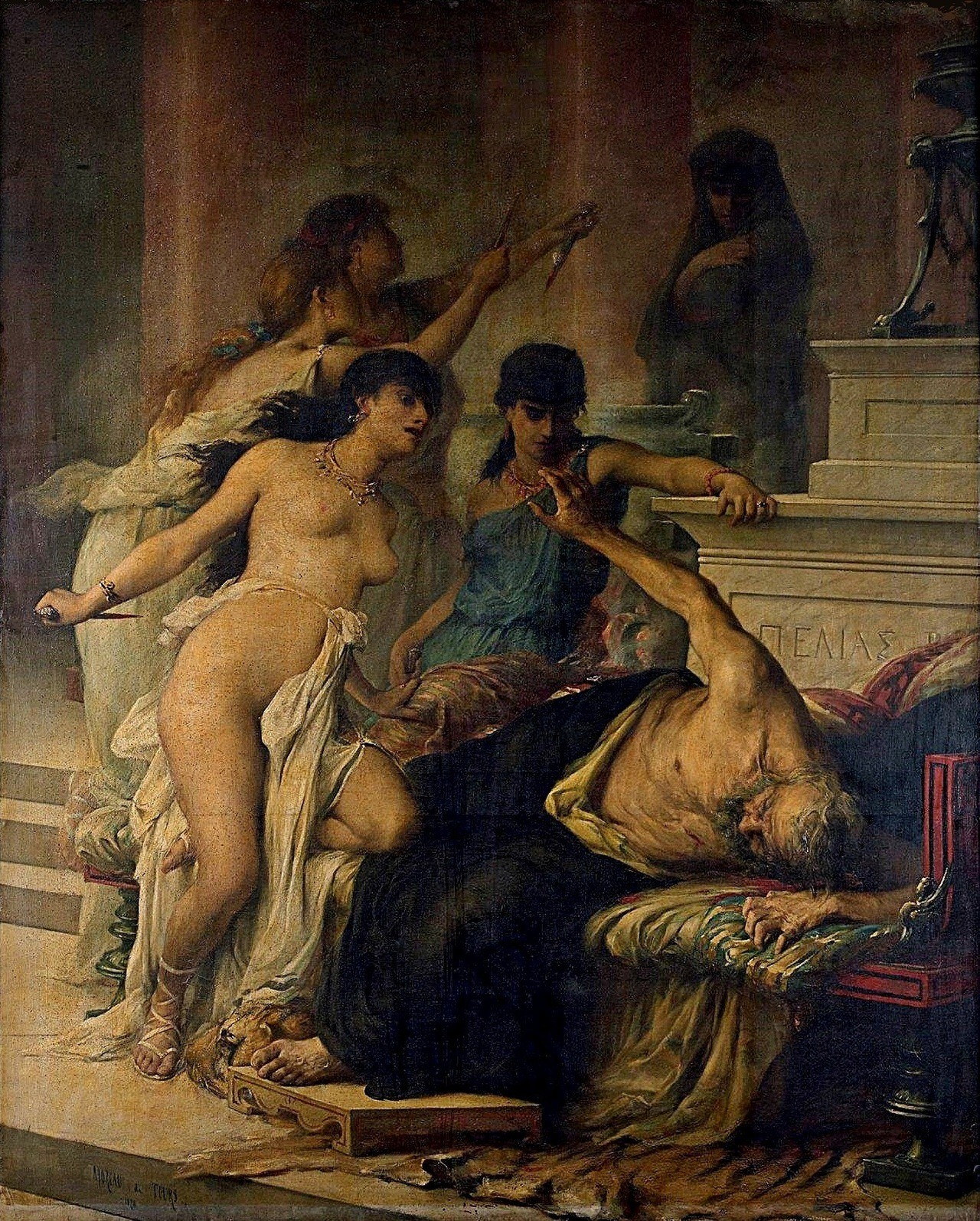
Убийство Пелия его дочерьми. (Жорж Моро де Тур, 1878)

Пелий был женат на Анаксибии, дочери Бианта, или на Филомахе, дочери Амфиона и Ниобы. В этом браке родились единственный сын Акаст и дочери: согласно Псевдо-Аполлодору, это были Пейсидика, Пелопия, Гиппофоя и Алкеста (Алкестида), согласно Псевдо-Гигину, они же и Медуса, согласно Диодору, Алкеста, Амфинома и Евадна. Наконец, Павсаний, описывая картину Микона, называет имена Астеропея и Антиноя. 
Амфиному Диодор называет женой Андремона, брата Леонтея, а Эвадну — женой Кана, сына Кефала, царя фокейцев. Алкеста стала женой своего двоюродного брата Адмета, сына Ферета: только он смог в соответствии с требованием Пелия запрячь в колесницу льва и вепря и проехать круг по ипподрому.

## В культуре
Пелий стал персонажем ряда литературных произведений, в частности, посвящённых плаванию аргонавтов. Возможно, эпические поэмы на эту тему появлялись раньше «Одиссеи», а потом были написаны «Аргонавтика» Аполлония Родосского и поэма с таким же названием Гая Валерия Флакка. Пелий действовал также в ряде греческих трагедий — исключительно на втором плане (во всяком случае, пьесы под названием «Пелий» в источниках не упоминаются). Он наверняка был героем трагедии Софокла «Тиро» и нескольких пьес разных драматургов, включая Еврипида, называвшихся «Пелиады» (ни одна из них не сохранилась).
Античные художники изображали первую встречу Тиро со своими повзрослевшими сыновьями, встречу Пелия с Ясоном, гибель Пелия от рук дочерей. Подробное описание картины Полигнота, на которой был изображён и Пелий — седой бородатый старец, сидящий в кресле, — сохранилось в составе «Описания Эллады» Павсания.